# Heliococcus insignis
Heliococcus insignis är en insektsart som först beskrevs av Lobdell 1930.  Heliococcus insignis ingår i släktet Heliococcus och familjen ullsköldlöss. Inga underarter finns listade i Catalogue of Life.